# Fossa Regia

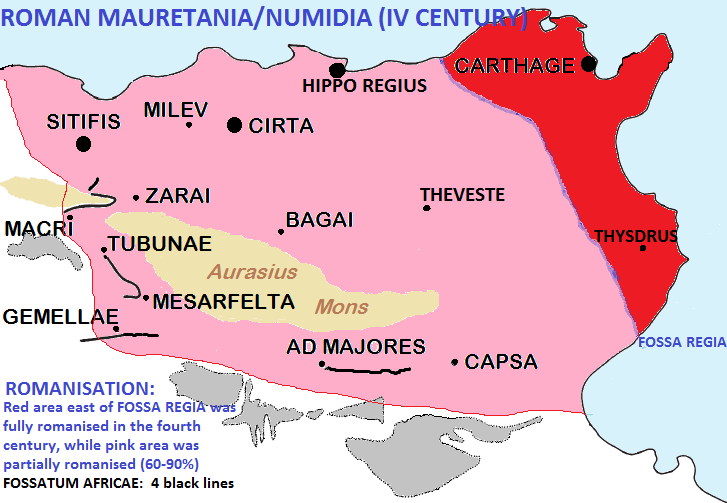
Fossa Regia в момент создания.

Fossa Regia, также известный как Fosse Scipio - первая часть Африканского лимеса, построенная римлянами в провинции Африке. Ров был использован для отделения Нумидийского царства от территории завоеванного римлянами Карфагена во II в. до н. э. 
Это был ров неправильной формы «от Табарки на северном побережье до Таэны на юго-восточном побережье».

## История
Была вырыта римлянами после их окончательного завоевания Карфагена в Третьей Пунической войне в 146 г. до н. э. Основная цель строительства была административной, а не военной. Ров очерчивал границы недавно созданной римской провинции Африки, отмечая границу между Римской республикой и ее тогдашним союзником Нумидией.
После окончания гражданской войны западная часть Fossa Regia служила границей между провинциями Новая Африка на западе и Африкой Ветус на востоке. Даже после того, как их объединили в Проконсульскую Африку в 27 г. до н. э., ров продолжал поддерживаться вплоть до 74 г. н. э., о чем свидетельствуют многие найденные каменные указатели.
"Та часть, которую мы называем Африкой, делится на две провинции — Старую и Новую; их разделяет ров, проведенный между [областью Публия Сципиона] Африканского Младшего и [владениями] царей вплоть до Тен, города, который отстоит от Карфагена на 216 миль.
". - Плиний, Естественная история. Книга пятая}}
К востоку от Fossa regia после Траяна произошла полная латинизация местного населения. По словам историка Теодора Моммзена, при Феодосии эта область была полностью романизирована, и треть населения составляли италийские колонисты и их потомки. Остальные две трети были романизированными берберами, все придерживались христианства и почти все говорили на латыни.
В IV веке романизация продолжалась в области между Fossa regia и Fossatum Africae.